# Țîbuleve, Znameanka
Țîbuleve (în ucraineană Цибулеве) este localitatea de reședință a comunei Țîbuleve din raionul Znameanka, regiunea Kirovohrad, Ucraina. În secolul al XIX-lea, satul făcea parte din volostul Țîbuleve, uezdul Oleksandria.

## Demografie
Componența lingvistică a localității Țîbuleve
     Ucraineană (95,55%)
     Rusă (2,84%)
     Alte limbi (0,95%)
Conform recensământului din 2001, majoritatea populației localității Țîbuleve era vorbitoare de ucraineană (95,55%), existând în minoritate și vorbitori de rusă (2,84%).